# Монбельяр
Монбелья́р (фр. Montbéliard) — місто та муніципалітет у Франції, у регіоні Бургундія-Франш-Конте, департамент Ду. Населення — 25 573 особи (01.01.2021).
Муніципалітет розташований на відстані близько 370 км на південний схід від Парижа, 70 км на північний схід від Безансона.

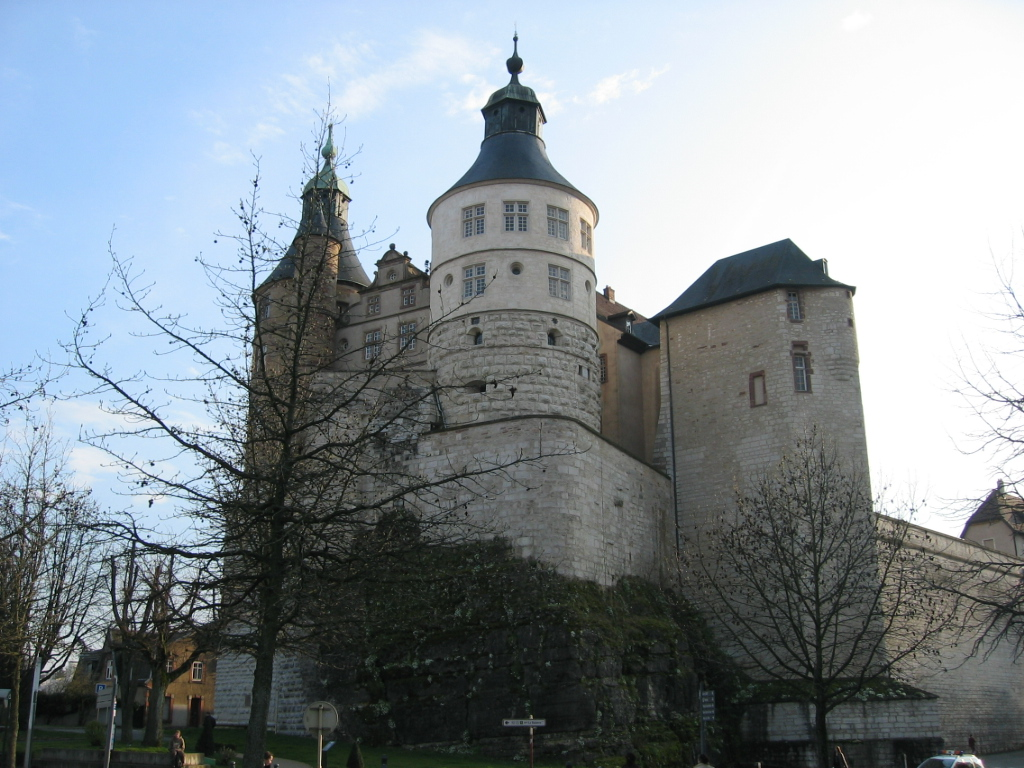

## Історія
У 1956-2015 роках муніципалітет перебував у складі регіону Франш-Конте. Від 1 січня 2016 року належить до нового об'єднаного регіону Бургундія-Франш-Конте.

## Демографія
Динаміка населення (Cassini і INSEE ):
Розподіл населення за віком та статтю (2006):
| Стать | Всього | До 15 років | 15-24 | 25-44 | 45-64 | 65-85 | Понад 85 |
| --- | ------ | ----------- | ----- | ----- | ----- | ----- | -------- |
| Чоловіки | 12 823 | 2350        | 2096  | 3794  | 2969  | 1445  | 169      |
| Жінки | 13 703 | 2347        | 1835  | 3623  | 3360  | 2159  | 379      |
| \| Статево-вікова піраміда \| Статево-вікова піраміда \| Статево-вікова піраміда \| \| ----------------------- \| ----------------------- \| ----------------------- \| \| Чоловіки \| Вік \| Жінки \| \| 169 \| 85 + \| 379 \| \| 207 \| 80-84 \| 385 \| \| 356 \| 75-79 \| 574 \| \| 440 \| 70-74 \| 652 \| \| 442 \| 65-69 \| 548 \| \| 662 \| 60-64 \| 629 \| \| 858 \| 55-59 \| 857 \| \| 752 \| 50-54 \| 993 \| \| 697 \| 45-49 \| 881 \| \| 869 \| 40-44 \| 870 \| \| 855 \| 35-39 \| 826 \| \| 944 \| 30-34 \| 910 \| \| 1126 \| 25-29 \| 1017 \| \| 1150 \| 20-24 \| 960 \| \| 946 \| 15-20 \| 875 \| \| 661 \| 10-14 \| 717 \| \| 708 \| 5-9 \| 735 \| \| 981 \| 0-4 \| 895 \| |        |             |       |       |       |       |          |
| Статево-вікова піраміда |        |             |       |       |       |       |          |
| Чоловіки | Вік    | Жінки       |       |       |       |       |          |
| 169 | 85 +   | 379         |       |       |       |       |          |
| 207 | 80-84  | 385         |       |       |       |       |          |
| 356 | 75-79  | 574         |       |       |       |       |          |
| 440 | 70-74  | 652         |       |       |       |       |          |
| 442 | 65-69  | 548         |       |       |       |       |          |
| 662 | 60-64  | 629         |       |       |       |       |          |
| 858 | 55-59  | 857         |       |       |       |       |          |
| 752 | 50-54  | 993         |       |       |       |       |          |
| 697 | 45-49  | 881         |       |       |       |       |          |
| 869 | 40-44  | 870         |       |       |       |       |          |
| 855 | 35-39  | 826         |       |       |       |       |          |
| 944 | 30-34  | 910         |       |       |       |       |          |
| 1126 | 25-29  | 1017        |       |       |       |       |          |
| 1150 | 20-24  | 960         |       |       |       |       |          |
| 946 | 15-20  | 875         |       |       |       |       |          |
| 661 | 10-14  | 717         |       |       |       |       |          |
| 708 | 5-9    | 735         |       |       |       |       |          |
| 981 | 0-4    | 895         |       |       |       |       |          |

## Економіка
2010 року серед 16 599 осіб працездатного віку (15—64 років) 11 491 була активною, 5108 — неактивними (показник активності 69,2%, у 1999 році було 67,7%). З 11 491 активної мешканців працювали 9423 особи (4992 чоловіки та 4431 жінка), безробітними було 2068 (1058 чоловіків та 1010 жінок). Серед 5108 неактивних 1868 осіб було учнями чи студентами, 1359 — пенсіонерами, 1881 була неактивною з інших причин.

У 2010 році в муніципалітеті числилось 11376 оподаткованих домогосподарств, у яких проживали 25062,0 особи, медіана доходів виносила 15 273 євро на одного особоспоживача

## Персоналії
- Анрі Муо (1826 — 1861) — французький натураліст і мандрівник, найбільше відомий тим, що «відкрив» для Європи й популяризував на Заході кхмерський храмовий комплекс Ангкор-Ват.

## Галерея зображень

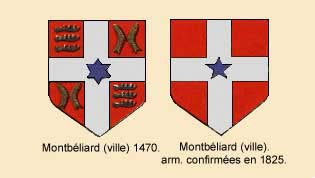
Старий герб із 1470 і 1825 років
Герб родини Вюртемберг
міський герб

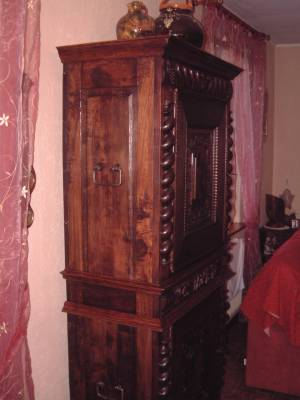
Набір з двох тіл
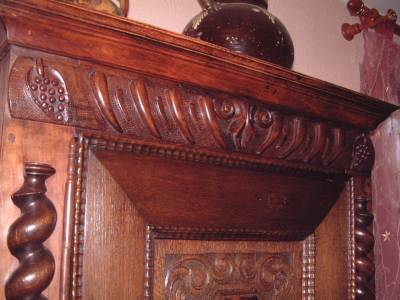
Деталь гадронів
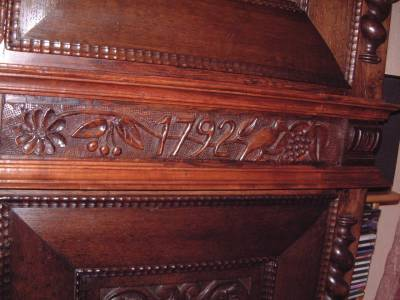
Дрозд і грона винограду
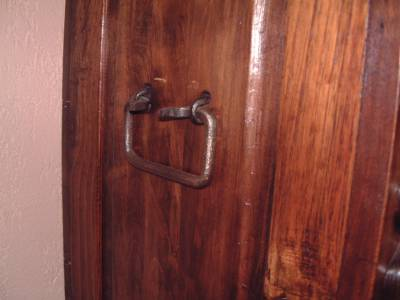
Деталь ручки

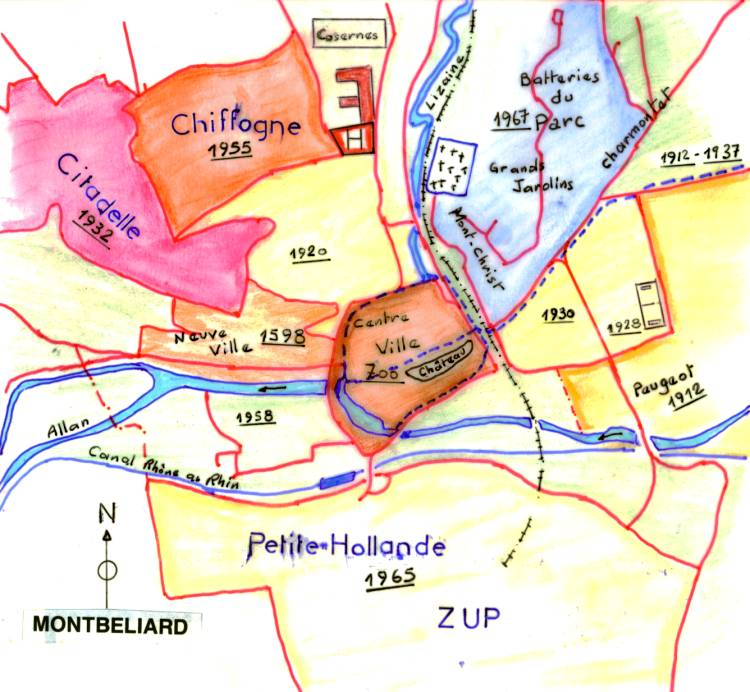
Райони Монбельяру
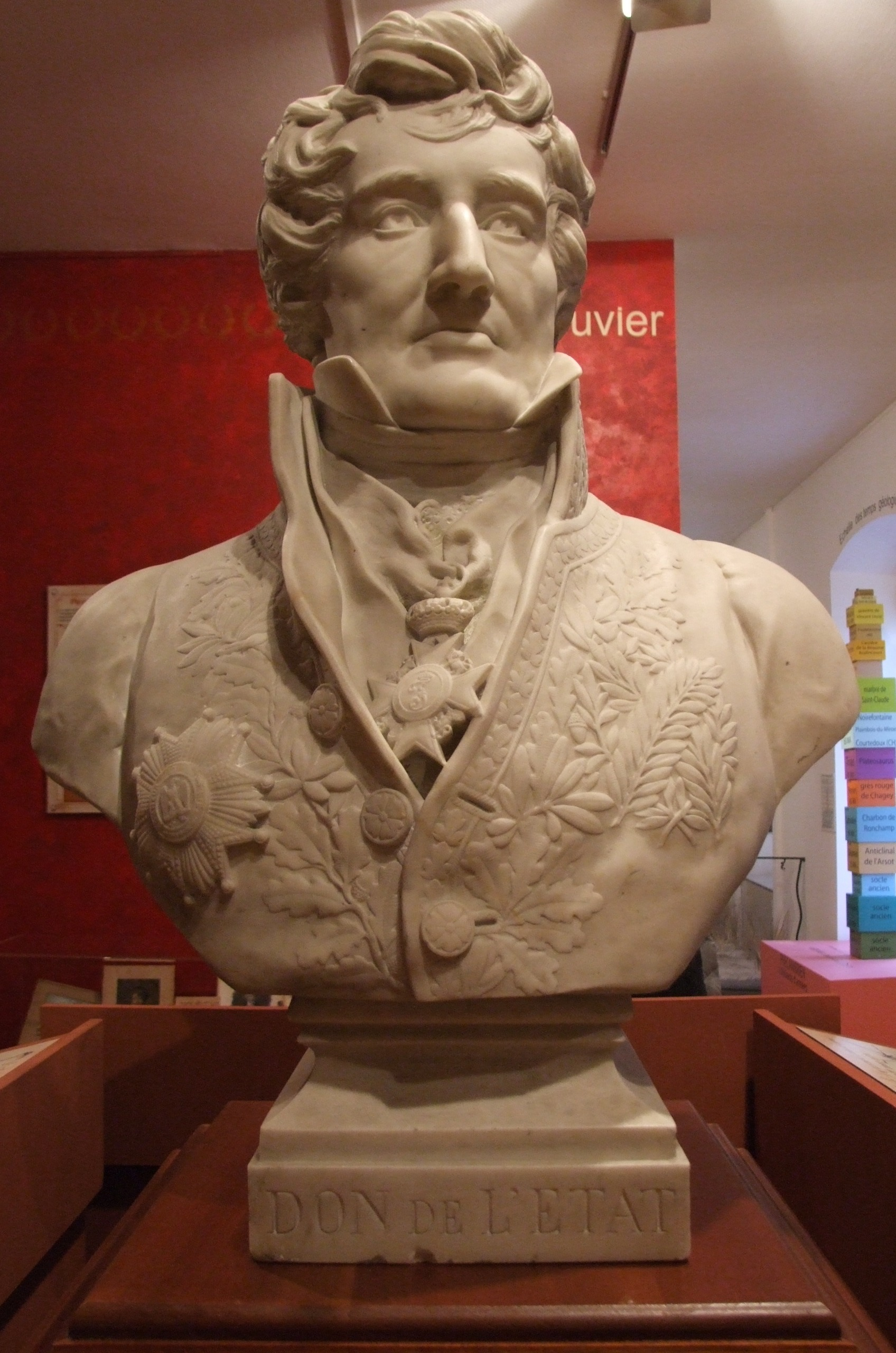
Жорж Леопольд Кюв'є — французький натураліст
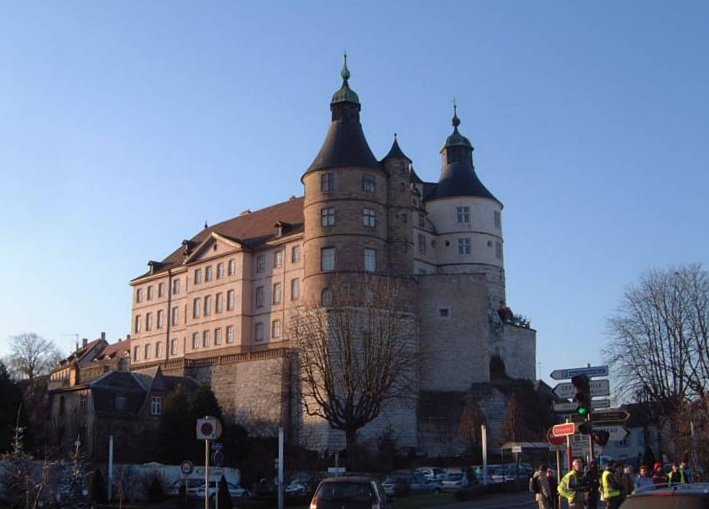
Замок Монбельяру
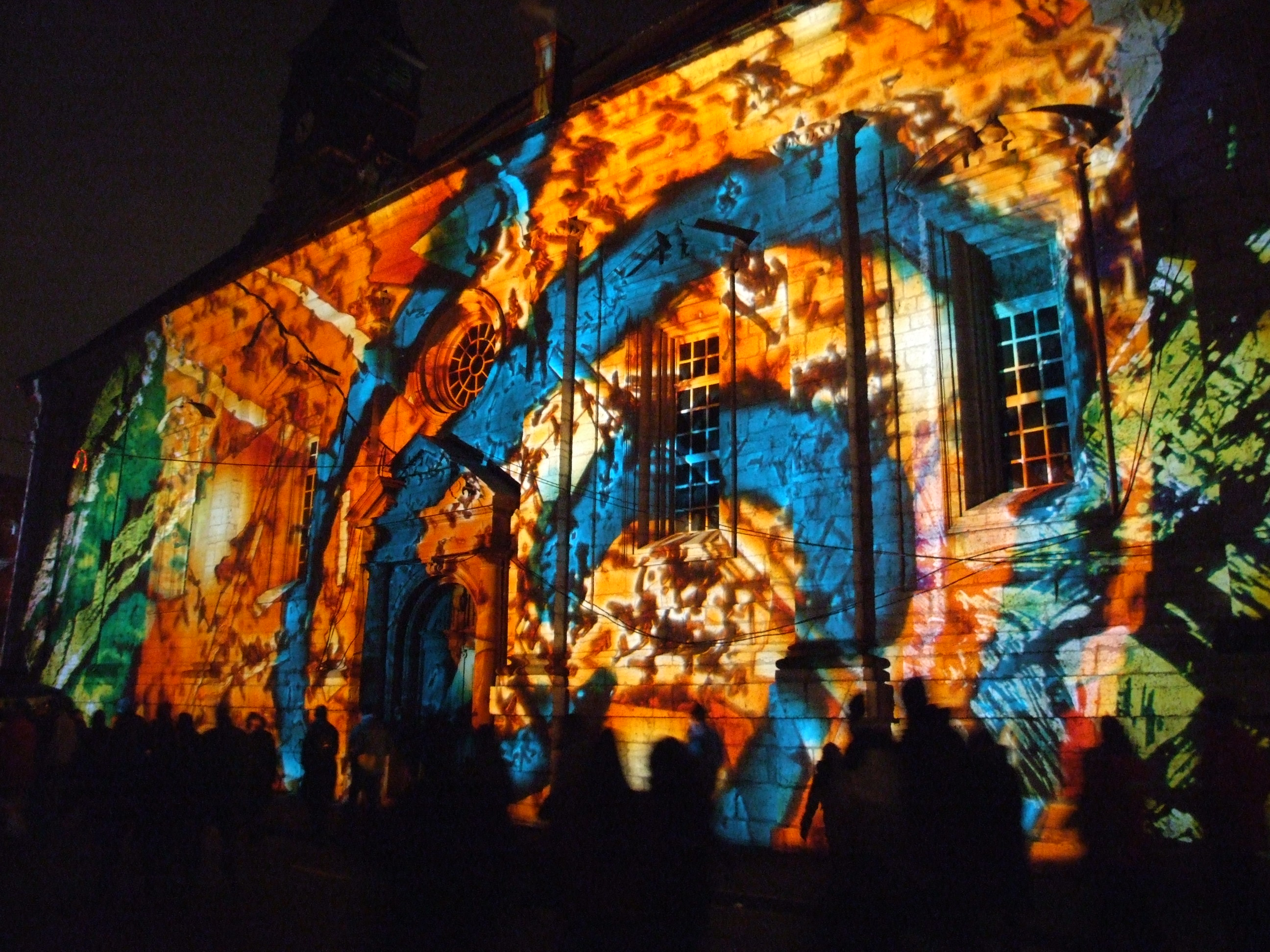
Храм Сен-Мартен освітлений напередодні Нового року 2007
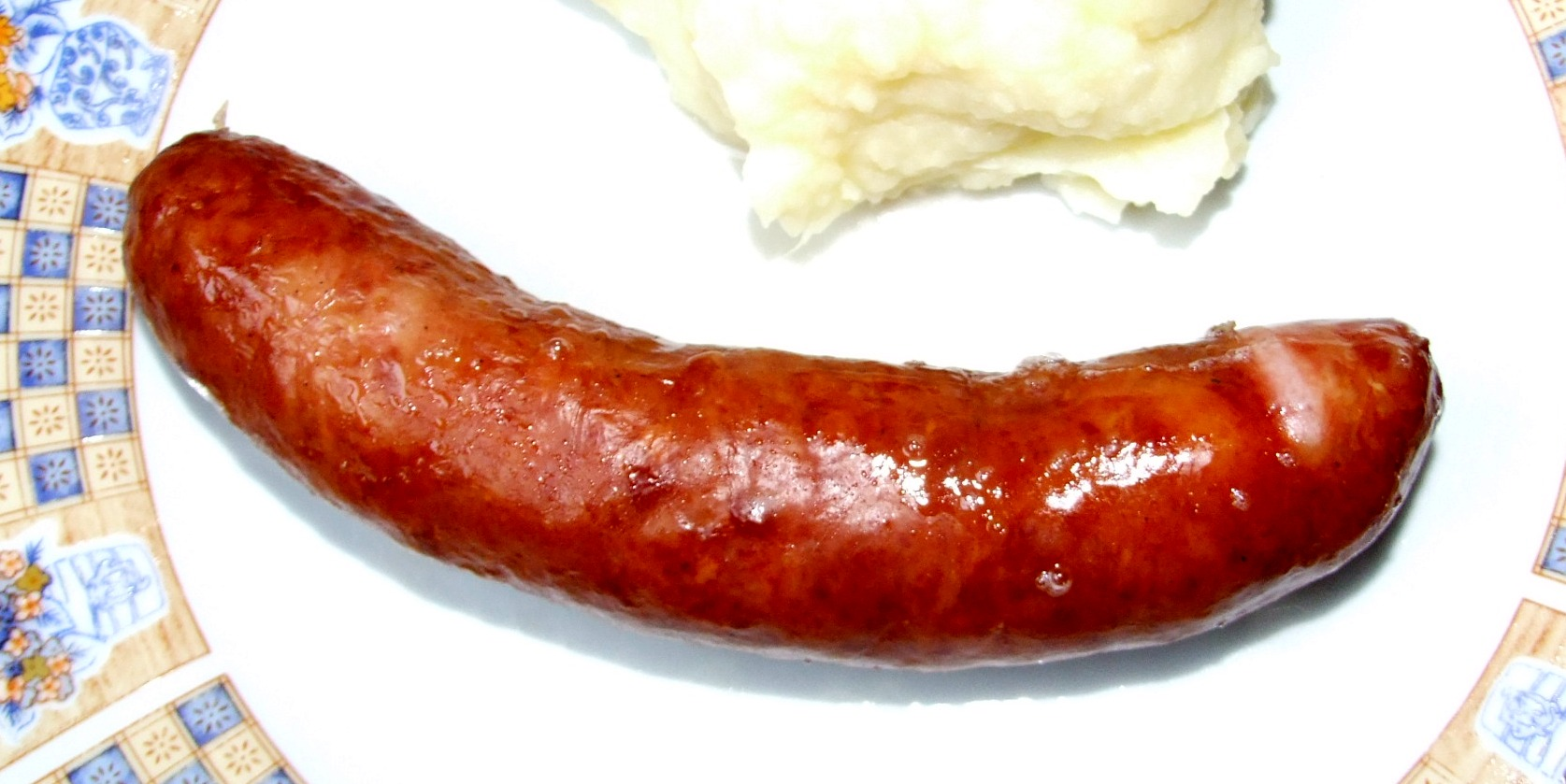
Ковбаса Монбельяру